# Vespro della Beata Vergine

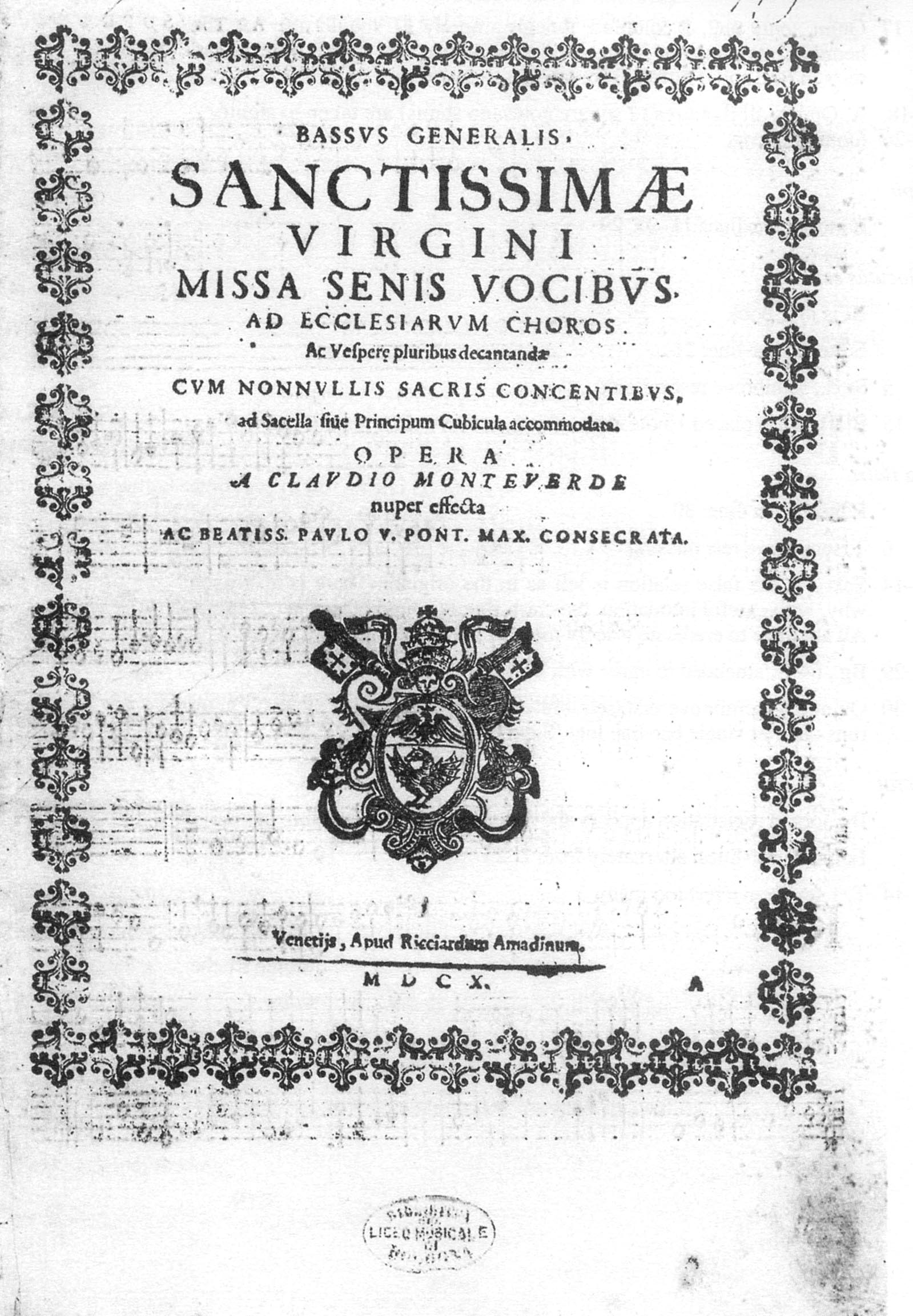
Primera edició. Venècia, 1610.

Vespro della Beata Vergine (Vespres de la Beata Verge), SV 206 i 206a, -més correcte en llatí: Vesperis in Festis Beata Mariae Vergine, o informalment: Vespres de 1610 - és una composició musical de Claudio Monteverdi. El terme «Vespres» (pregàries del vespre) deriva dels oficis divins de l'església Catòlica, un conjunt de pregàries diàries que han mantingut la seva estructura durant 1.500 anys. Amb perspectiva, els vespres de Monteverdi van ser l'obra de música sacra més ambiciosa abans de Bach. Dins dels seus 90 minuts, la peça inclou l'actuació de solistes, cor i orquestra, i conté elements tan litúrgics com extra-litúrgics.
Els vespres són composicions basades en diversos texts bíblics que s'utilitzen tradicionalment a les litúrgies d'algunes festivitats marianes de l'església catòlica: el text introductori Deus in adjutorium (Salm 69), cinc salms arranjats, motets sacres i una sonata (anomenats "sacris concertibus") intercalats entre els salms, un càntic tradicional, dos arranjaments del text del Magnificat, i el Benedicamus Domino com a conclusió de l'obra.

## Història i context
Els Vespres marians de 1610 de Monteverdi van significar la primera obra sacra del compositor, vint-i-vuit anys després de la seva primera publicació. Destaca per la integració d'estils antics i tècniques compositives noves; això fa que el conjunt no es pugui classificar dins la categoria de prima pratica ni tampoc dins la seconda pratica. Els Vespres es van publicar el juliol de 1610 conjuntament amb una missa a sis veus que parodiava un motet de Nicolas Gombert (In illo tempore loquante Jesu). Aquesta primera impressió dels Vespres va fer-se a Venècia mentre el Monteverdi estava treballant a la cort ducal de Màntua. No hi ha cap registre històric que indiqui a quina de les dues ciutats es va interpretar l'obra per primera vegada. El motiu de publicació segueix sent un tema de debat. En aquell moment, el compositor estava en una situació econòmica i personal complicada: era vidu i tenia dos fills joves a càrrec seu. A més, les relacions amb el duc de Màntua s'havien enrarit i Monteverdi havia de considerar alternatives laborals. Així, és probable que l'obra servís com a carta de presentació per a un càrrec a Venècia o a Roma. En aquest sentit, crida l'atenció la dedicatòria al Papa que Monteverdi va incloure a la primera pàgina de la publicació. L'acceptació del pontífex implicava, a més, silenciar les crítiques cap a l'estil modern de les obres de Monteverdi, assenyalat públicament per figures com Artusi. Si s'analitza la portada de la publicació original, es pot veure com la missa que acompanya els Vespres ocupa el lloc principal. Aquesta missa està construïda seguint els cànons compositius de la prima pratica, molt més acceptats per l'església de l'època. Els Vespres, en canvi, presenten elements més moderns i d'estil Venecià, tot i estar construïts sobre cantus firmus. Amb tot, Monteverdi va convertir-se en maestro di cappella a la Basílica de Sant Marc de Venècia l'any 1613, de manera inesperada després de la mort del maestro Giulio Cesare Martinengo.
L'obra representa una fita dins la història de la música occidental, sobretot gràcies al plantejament singular que Monteverdi va donar a cada un dels moviments. Aquesta composició religiosa i monumental no només presenta moments d'intimitat i pregària; també incorpora música secular i un amalgama de formes musicals -sonates, motets, càntics, salms- sense renunciar a la unitat global. Monteverdi aconsegueix aquesta cohesió gràcies a l'ús del cant gregorià original de cada text com a base (cantus firmus) dels moviments de l'obra. Avui dia, més de quatre-cents anys després, encara no s'han esclarit les intencions concretes del conjunt. El tema ha generat debat entre musicòlegs durant dècades. Graham Dixon va suggerir que l'arranjament dels Vespres encaixa més a les festivitats de Santa Bàrbara que a les de la Verge Maria, tot afirmant que els texts del Càntic dels Càntics es poden utilitzar per a qualsevol santa. Segueix l'argument suggerint que l'obra s'hauria pogut modificar i adaptar a festivitats marianes per "motius de màrqueting". Diversos fets donen suport a aquesta versió: només hi ha dues cançons marianes en tota l'obra (Audi Coelum i Ave Maris Stella); la sonata es podria adaptar fàcilment a qualsevol nom de verge; i a més, el text del Duo Seraphim té relació amb Santa Bàrbara -perquè aquesta en general es relaciona amb la Trinitat.
Els Vespres són una obra monumental i requereixen la participació d'un cor prou gran i capacitat, que pugui executar fins a deu parts vocals simultànies i també dividir-se en cors separats en algunes seccions de l'obra. Tot això, mentre s'acompanyen els set solistes diferents que intervenen durant tota la peça. Una dada interessant és el fet que Monteverdi no inclogués la instrumentació del ripieno; a la partitura només hi apareixen les parts de violí i corneta solistes. A més, tampoc va especificar el conjunt d'antífones en cant gregorià, que tradicionalment es canten després de cada salm i després del Magnificat final. Aquestes dues característiques permeten que els intèrprets adaptin l'obra a les possibilitats instrumentals de cada ocasió i que els Vespers es puguin cantar en múltiples festivitats si s'escullen les antífones que hi corresponen. Un altre exemple clar de la intenció adaptativa de l'obra és l'existència de dues versions del Magnificat, una per a formació petita i l'altra per a un conjunt més gran. Alguns acadèmics n'extreuen que els Vespres no van ser pensats com una sola obra, encara que s' interpretin generalment com a tal.

### Debat sobre els motets
Hi ha discussió sobre la naturalesa del conjunt de motets Nigra sum, Pulchra es, Duo Seraphim i Audi Coelum. La portada de la primera edició de la partitura suggereix que aquests no van ser concebuts exclusivament dins dels Vespers, sinó que formen un conjunt separat de concerts sacres. Amb tot, el fet que estiguin col·locats entre els salms, indica que sí que es van pensar com a part de l'obra. Es pensa que els motets també es van interpretar independentment en altres ocasions, com per exemple a la cort del duc de Màntua, per qui Monteverdi treballava. A més, els motets podrien ser substituts de les antífones, o bé ser-ne un complement.

## Estructura
Com en altres litúrgies de vespre, els Vespres de la Beata Verge s'estructuren en un responsori, cinc salms, un himne i un magnificat. Entre els salms, Monteverdi va afegir quatre concerts sacres, que estan construïts sobre un estil propi, basat en el cant monòdic acompanyat de polifonia.

### Ordinari de l'ofici (amb relació de textos)
- Responsori (Sl 69:1):

- Versicle: Deus in adjutorium meum intende.
- Resposta: Domine ad adjuvandum em festina (Sl 122). Cor a sis veus i dotze intruments (si plau).

| Domine ad adiuvandum me festina. Gloria Patri et Filio et Spiritui Sancto. Sicut erat in principio et nunc et semper et in saecula saeculorum. Amen. Alleluia. | no tardeu a defensar-me, Senyor. Glòria al Pare i al Fill i a l'Esperit Sant. Com era al principi, ara i sempre, i pels segles dels segles. Amén. Al·leluia. |

-   - Aquest moviment fa ús d'elements musicals provinents de l'obertura de l'òpera L'Orfeo.

- Salm: Dixit Dominus (Sl 110). Cor a sis veus i sis instruments.

| Dixit Dominus Domino meo: Sede a dextris meis: Donec ponam inimicos tuos, scabellum pedum tuorum. Virgam virtutis tuae emittet Dominus ex Sion: dominare in medio inimicorum tuorum. Tecum principium in die virtutis tuae in splendoribus sanctorum, ex utero ante luciferum genui te. luravit Dominus, et non poenitebit eum: Tu es sacerdos in aeternum secundum ordinem Melchisedech. Dominus a dextris tuis, confregit in die irae suae reges. ludicabit in nationibus, implebit ruinas, conquassabit capita in terra multorum. De torrente in via bibet: propterea exaltabit caput. Cloria Patri et Filio et Spiritui Sancto. Sicut erat in principio et nunc et semper, et in saecula saeculorum. Amen. | Oracle del Senyor al meu Senyor: Seu a la meva dreta, i espera que faci dels teus enemics l'escambell dels teus peus. Que el Senyor estengui lluny des de Sió, el poder del teu ceptre! Impera enmig dels enemics. Ja eres príncep el dia que vas néixer, tens la glòria sagrada des del si de la mare, des del principi jo t’he engendrat. El Senyor no es desdiu del que jura: Ets sacerdot per sempre com ho fou Melquisedec. El Senyor és al teu costat, i abat els reis el dia que s'indigna: judica els pobles i els fa presoners, abat governants arreu de la terra. Et fa guia del poble camí del seu país; així redreçaràs el cap. Glòria al Pare i al Fill i a l'Esperit Sant. Com era al principi, ara i sempre, i pels segles dels segles. Amén. |  |

- Motet: Nigra sum (del Càntic dels Càntics). Tenor solista i cor.

| Nigra sum, sed formosa, filiae Ierusalem. Ideo dilexit me rex et introduxit me in cubiculum suum et dixit mihi: Surge, amica mea, et veni. Iam hiems transiit, imber abiit et recessit, flores apparuerunt in terra nostra. Tempus putationis advenit. | Soc negra, però formosa, filles de Jerusalem. Per això el rei m’estima i m’introduí a la seva cambra, i em digué: Aixeca’t, amiga meva, i vine. L'hivern ha passat, l'aiguat s'ha allunyat i se n'ha anat, han esclatat les flors a la nostra terra, ha arribat el temps de la poda. |

- Salm: Laudate pueri (Sl 113). Cor a vuit veus i orgue.

| Laudate pueri Dominum, laudate nomen Domini. Sit nomen Domini benedictum ex hoc nunc et usque in saeculum A solis ortu usque ad occasum laudabile nomen Domini. Excelsus super omnes gentes Dominus et super coelos gloria eius. Quis sicut Dominus Deus noster, qui in altis habitat, et humilia respicit in coelo et in terra? Suscitans a terra inopem, et de stercore erigens pauperem; Ut collocet eum cum principibus, cum principibus populi sui. Qui habitare fecit sterilem in domo, matrem filiorum laetantem. Gloria Patri et Filio et Spiritui Sancto. Sicut erat in principio et nunc et semper et in saecula saeculorum. Amen. | Servents del Senyor, lloeu-lo, lloeu el nom del Senyor. Que sigui beneït el nom del Senyor ara i per tots els segles. Des de la sortida fins a la posta del sol, lloeu el nom del Senyor. El Senyor és excels als ulls de tots els pobles, la seva glòria s'eleva més enllà del cel. Qui és com el Senyor, el nostre Déu? Té molt amunt el seu tron, i des d'allí s'inclina per veure el cel i la terra. Aixeca de la pols el desvalgut, treu el pobre de la cendra, per asseure’l entre els poderosos, els poderosos del seu poble. La que vivia estèril a casa, la fa mare feliç amb els fills. Glòria al Pare i al Fill i a l'Esperit Sant. Com era al principi, ara i sempre. i pels segles dels segles. Amén. |

- Motet: Pulchra es (del Càntic dels càntics). Duet vocal.

| Pulchra es, amica mea, suavis et decora filia Ierusalem. Pulchra es, amica mea, suavis et decora sicut Ierusalem, terribilis ut castrorum acies ordinata. Averte oculos tuos a me, quia ipsi me avolare fecerunt. | Ets bella, amiga meva, suau i formosa, filla de Jerusalem. Ets bella, amiga meva, suau i formosa, com Jerusalem, terrible com un exèrcit en ordre de batalla. Aparta els teus ulls de mi, perquè m’han trasbalsat. |

- Salm: Laetatus sum (Sl 122). Cor a sis veus.

| Laetatus sum in his, quae dicta sunt mihi: In domum Domini ibimus. Stantes erant pedes nostri, in atriis tuis Ierusalem. Ierusalem, quae aedificatur ut civitas: cuius participatio eius in idipsum. Illuc enim ascenderunt tribus, tribus Domini: testimonium Israel ad confitendum nomini Domini. Quia illic sederunt sedes in iudicio, sedes super domum David. Rogate quae ad pacem sunt Ierusalem: et abundantia diligentibus te: Fiat pax in virtute tua: et abundantia in turribus tuis. Propter fratres meos et proximos meos, loquebar pacem de te: Propter domum Domini Dei nostri, quaesivi bona tibi. Gloria Patri et Filio et Spiritui Sancto. Sicut erat in principio et nunc et semper, et in saecula saeculorum. Amen. | Quina alegria quan em van dir: Anem a la casa del Senyor. Ja han arribat els nostres peus al teu llindar, Jerusalem. Jerusalem, ciutat ben construïda, conjunt harmoniós; es allà on pugen les tribus, les tribus del Senyor, a complir l'aliança d'Israel, a lloar el nom del Senyor. Allí hi ha els tribunals de justícia, els tribunals del palau de David. Augureu la pau a Jerusalem: que visquin segurs els qui t’estimen, que sigui inviolable la pau dels teus murs, la quietud dels teus merlets. Per amor dels meus germans i amics, deixeu-me-li dir: que hi hagi pau dintre teu. Per la casa del Senyor, el nostre Déu, et desitjo la felicitat. Glòria al Pare i al Fill i a l'Esperit Sant. Com era al principi, ara i sempre, i pels segles dels segles. Amén. |  |

- Motet: Duo Seraphim (Is 6:2-3; 1 Jn 5:7). Duet vocal que acaba en trio.

| Duo Seraphim clamabant alter ad alterum: Sanctus Dominus Deus Sabaoth. Plena est omnis terra gloria eius. Tres sunt qui testimonium dant in coelo: Pater, Verbum et Spiritus Sanctus. Et hi tres unum sunt. Sanctus Dominus Deus Sabaoth. Plena est omnis terra gloria eius. | Dos serafins cridaven l'un a l'altre: Sant, Sant, Sant és el Senyor, Déu dels exèrcits. Tota la terra és plena de la seva glòria. Tres són els qui donen testimoniatge dalt del cel: el Pare, el Verb i l'Esperit Sant. I aquests tres són u. Sant, Sant, Sant és el Senyor, Déu dels exèrcits. Tota la terra és plena de la seva glòria. |  |

- - El text del Duo Seraphim comença com a duet. Quan el text -que combina fragments del llibre d'Isaïes i de la Primera carta de Joan- menciona la Trinitat, un tercer tenor s'hi afegeix. Els tres solistes canten les paraules "et hi tres unum sunt" ("i aquests tres són un") a l'uníson.
- Salm: Nisi Dominus (Sl 127). Cor a deu veus.

| Nisi Dominus aedificaverit domum, in vanum laboraverunt qui aedificant eam. Nisi Dominus custodierit civitatem, frustra vigilat qui custodit eam. Vanum est vobis ante lucem surgere: surgite postquam sederitis, qui manducatis panem doloris. Cum dederit dilectis suis somnum: ecce hereditas Domini filii: merces, fructus ventris. Sicut sagittae in manu potentis, ita filii excussorum. Beatus vir qui implevit desiderium suum ex ipsis: non confundetur cum loquetur inimicis suis in porta. Gloria Patri et Filio et Spiritui Sancto. Sicut erat in principio et nunc et semper, et in saecula saeculorum. Amen. | Si el Senyor no construeix la casa, és inútil l'afany dels constructors. Si el Senyor no guarda la ciutat, és inútil que vigilin els guardes. És inútil que us lleveu tan de mati, i aneu tan tard a reposar, per menjar el pa que us guanyeu a dures penes. Fins quan dormen, Déu el dona als seus amics. La millor herència són els fills, do del Senyor els descendents són la millor recompensa; els fills que heu tingut quan éreu joves són com les fletxes en mans d'un guerrer; feliç l'home que se n'omple el buirac: si discuteix amb algú davant la gent, no haurà de retirar-se avergonyit. Glòria al Pare i al Fill i a l'Esperit Sant. Com era al principi, ara i sempre, i pels segles dels segles. Amén. |  |

- Motet: Audi Coelum (Poema litúrgic anònim). Dos tenors solistes, que canten alternadament (prima ad una voce sola)

| Audi, coelum, verba mea, plena desiderio et perfusa gaudio. –audio.– Dis, quaeso, mihi: Quae est ista, quae consurgens ut aurora rutilat, ut benedicam? –dicam.– Dic nam ista pulchra ut luna electa, ut sol replet laetitia terras, coelos, maria –Maria.– Maria virgo illa dulcis praedicata de propheta Ezechiel porta Orientalis –talis.– Illa sacra et felix porta, per quam mors fuit expulsa, introduxit autem vita –vita.– Quae semper tutum est medium inter homines et Deum pro culpis remedium –medium.– Omnes hanc ergo sequamur, qua cum gratia mereamur vitam aeternam. Consequamur –sequamur.– Praestet nobis, Deus, Pater hoc et Filius et Mater, cuius nomen invocamus dulce miseris solamen. –Amen.– Benedicta es, virgo Maria, in saeculorum saecula. | Escolta, cel, les meves paraules plenes d'anhel i saturades de goig. –Escolto.– Digues-me, t’ho demano, qui és aquesta que en aixecar-se brilla com l'aurora, per tal que pugui lloar-la. –T’ho diré.– Digues-m’ho, perquè aquesta, bella com la lluna, elegida com el sol, omple de joia tota la terra, els cels i els mars. –Maria.– Maria, la verge, aquella dolça verge anunciada pel profeta Ezequiel com a porta oriental. –Sí, aquesta.– Aquella porta sagrada i feliç per la qual va ser expulsada la mort, la que va introduir la vida. –Vida.– La qual sempre és mitjà segur entre els homes i Déu, per a remei de les culpes. –Mitjà.– Tots, doncs, seguim-la, amb la gràcia de la qual meresquem la vida eterna. Que ho obtinguem. –Seguim-la.– Que ens ho concedeixi Déu Pare i el Fill i la Mare, el nom de la qual invoquem com a dolça ajuda dels miserables. –Amén.– Sou beneïda, Verge Maria, pels segles dels segles. |  |

- Salm: Lauda Jerusalem (Sl 147). Dos cors a tres veus i un cantus firmus del tenor solista.

| Lauda, Ierusalem, Dominum: Lauda Deum tuum, Sion. Quoniam confortavit seras portarum tuarum: benedixit filiis tuis in te. Qui posuit fines tuos pacem: et adipe frumenti satiat te. Qui emittit eloquium suum terrae: velociter currit sermo eius. Qui dat nivem sicut lanam: nebulam sicut cinerem spargit. Mittit cristallum suam sicut buccellas: ante faciem frigoris eius quis sustinebit? Emittet verbum suum, et liquefaciet ea: flabit spiritus eius, et fluent aquae. Qui annuntiat verbum suum Iacob: iustitias et iudicia sua Israel. Non fecit taliter omni nationi: et iudicia sua non manifestavit eis. Gloria Patri et Filio et Spiritui Sancto. Sicut erat in principio et nunc et semper, et in saecula saeculorum. Amen. | Glorifica el Senyor, Jerusalem: Sió, canta lloances al teu Déu, que assegura les teves portes i beneeix dintre teu els teus fills, manté la pau al teu territori i et sacia amb la flor de blat. Envia ordres a la terra, i la seva paraula corre de pressa, no es detura. Tira neu com flocs de llana, escampa com cendra la gebrada; llança el seu glaç com molles de pa, si les aigües es gelen de tanta fredor, dona una ordre, i les fon tot seguit, fa bufar els seus vents, i l'aigua s'escola. Anuncia les seves paraules als fills de Jacob. Als fills d'Israel, els seus decrets i decisions. No ho ha fet així amb cap altre poble, no els ha fet conèixer les seves decisions. Glòria al Pare i al Fill i a l'Esperit Sant. Com era al principi, ara i sempre, i pels segles dels segles. Amén. |

- Sonata: sopra Sancta Maria, ora pro nobis. Sopranos i vuit instruments.
- Càntic: Ave maris stella (càntic de cant gregorià del segle VIII). Dos cors, solistes i cinc instruments.

| Ave maris stella, Dei mater alma, atque semper Virgo, felix coeli porta. Sumens illud Ave Gabrielis ore, funda nos in pace, mutans Evae nomen. Solve vincla reis, profer lumen caecis, mala nostra pelle, bona cuncta posce. Monstra te esse matrem, sumat per te precem, qui pro nobis natus tulit esse tuus. Virgo singularis, inter omnes mitis, nos culpis solutos mites fac et castos. Vitam praesta puram, iter para tutum, ut videntes lesum semper collaetemur. Sit laus Deo Patri, summo Christus decus, Spiritui Sancto tribus honor unus. Amen. | Ave, estrella del mar, preclara Mare de Déu i sempre verge, porta feliç del cel. Tu vas rebre l'Ave de la boca de Gabriel. Fonamenta’ns en la pau tu que canvies el nom d'Eva. Allibera dels lligams els presos, dona la llum als cecs, allibera’ns dels nostres mals, omple’ns de tots els béns. Demostra’ns que ets mare; que per mitja teu rebi les pregàries aquell qui, nascut per nosaltres, va voler ser el teu fill. Verge com cap altra, humil més que totes les verges, a nosaltres, deslligats de les culpes, fes-nos humils i castos. Dona’ns una vida pura, prepara’ns un camí segur per tal que, en veure Jesús, ens alegrem per sempre. Donem lloança al Pare, honor al Crist excels, i a l'Esperit Sant, als tres un mateix honor. Amén. |

- Magnificat I (Lc 1:46-55). Set veus i sis instruments.

| 1. Magnificat anima mea Magnificat anima mea Dominum 2. Et exultavit Et exultavit spiritus meus in Deo salutari meo. 3. Quia respexit Quia respexit humilitatem ancillae suae: ecce enim ex hoc beatam me dicent omnes generationes. 4. Quia fecit mihi magna Quia fecit mihi magna qui potens est, et sanctum nomen eius. 5. Et misericordia Et misericordia eius a progenie in progenies, timentibus eum. 6. Fecit potentiam Fecit potentiam in brachio suo, dispersit superbos mente cordis sui. 7. Deposuit potentes de sede Deposuit potentes de sede, et exoltavit humiles. 8. Esurientes implevit bonis Esurientes implevit bonis, et divites dimisit inanes. 9. Suscepit Israel Suscepit Israel puerum suum, recordatus misericordiae suae. 10. Sicut locutus est Sicut locutus est ad patres nostros Abraham et semini eius in saecuela. 11. Gloria Patri Gloria Patri et Filio et Spiritui Sancto 12. Sicut erat in principio Sicut erat in principio, et nunc et semper, et in saecula saeculorum. Amen. | 1. La meva anima magnifica el Senyor, 2. i el meu esperit celebra Déu que em salva, 3. perquè ha mirat la petitesa de la seva serventa. Des d'ara, totes les generacions em diran benaurada. 4. Perquè el Totpoderós obra en mi meravelles. El seu nom és sant 5. i l'amor que té als qui creuen en ell, s'estén de generació en generació. 6. Les obres del seu braç són potents: dispersa els homes de cor altiu, 7. derroca els poderosos del soli i exalça els humils. 8. Omple de béns els pobres, i els rics se’n tornen sense res. 9. Ha protegit Israel el seu servent s'ha recordat del seu amor 10. com ho havia promès als nostres pares: Abraham i la seva descendència per sempre. 11. Glòria al Pare i al Fill i a l'Esperit Sant 12. com era al principi, ara i sempre, i pels segles dels segles. Amén. |

- - Aquest arranjament del Magnificat també utilitza elements musicals de L'Orfeo.
- 'Magnificat II (Lc 1:46-55). Sis veus.

## Gravacions
La primera gravació comercial dels Vespres publicar-se en format LP l'any 1953. A parti d'aquesta data, l'obra s'ha enregistrat en múltiples ocasions i nombroses versions que utilitzen tan instrumentació moderna com antiga. En algunes gravacions trobem que les parts vocals les interpreten cors sencers, mentre que en d'altres s'opta per tenir solament una veu per divisi. Alguns enregistraments comptats, com és el cas de la versió de Denis Stevens -basada en la seva pròpia edició de l'obra-, els motets (o "concerts sacres") s'han substituït per antífones.

### Exemples sonors
- Deus in adjutorium

- Laudate pueri

Enregistraments en directe del conjunt Cantica Symphonia (dir. Giuseppe Maletto), a Torí el 3 d'octubre de l'any 2000.